# Alexandros Koryzis

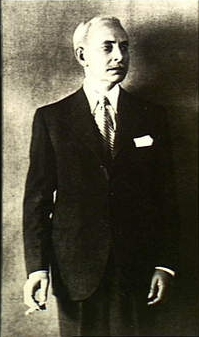
Alexandros Koryzis, 1941

Alexandros Koryzis (albanisch Aleksandër Korizi, griechisch Ἀλέξανδρος Κορυζής, auch Korizis oder Korisis umschrieben, * 1885 in Poros; † 18. April 1941 in Athen) war ein griechischer Politiker und kurzzeitig Ministerpräsident seines Landes.

## Familie, Studium und berufliche Laufbahn
Sein Vater Georgios Koryzis war Bürgermeister von Poros und auch Abgeordneter der Nationalversammlung (Voulí ton Ellínon). Mütterlicherseits war er Neffe des früheren Ministerpräsidenten Alexandros Koumoundouros.
Nach seinem Schulbesuch studierte er von 1901 bis 1905 Rechtswissenschaften an der Universität Athen und arbeitete zugleich an der Bank Ethnikí Trápeza tis Elládos, deren Vizedirektor er 1928 wurde. Als 1929 die Agrarfinanzierung aus der Bank herausgelöst wurde, nahm Koryzis den Posten als Direktor der ATEbank an.
Koryzis war auch Autor einiger volkswirtschaftlicher Schriften.

## Politische Laufbahn

### Minister
Am 6. August 1936 berief ihn Diktator Ioannis Metaxas zum Minister für Hygiene und staatliche Fürsorge in sein Kabinett. Dieses Amt übte er bis zum 29. Januar 1941 aus.

### Ministerpräsident 1941
Nach Metaxas’ Tode am 29. Januar 1941 wurde er von König Georg II. als dessen Nachfolger mit der Bildung einer Regierung beauftragt. Während seiner Amtszeit war er zugleich Außen- und Kriegsminister.
In diesem Amt lehnte er am 6. April 1941 die Forderung des Deutschen Reiches ab, die britischen Truppen des Landes zu verweisen. Am selben Tag begann die deutsche Wehrmacht den Balkanfeldzug gegen Jugoslawien und Griechenland. Innerhalb von zehn Tagen war der Widerstand der griechischen Streitkräfte gebrochen; deutsche und italienische Truppen besetzten Griechenland.
In einer Krisensitzung am 18. April 1941 kam es zu Meinungsverschiedenheiten zwischen dem König und ihm über die weitere Politik des nunmehr fast vollständig besetzten Landes. Am Nachmittag desselben Tages erschoss er sich angeblich in seinem privaten Arbeitszimmer, gerade als Kronprinz Paul an der Haustür mit dessen Ehefrau sprach.
Um die politische Stabilität des Landes während der anstehenden Machtübergabe an die Wehrmacht nicht zu gefährden, wurde sein Tod in den Medien zunächst als Herzinfarkt dargestellt. Sein Nachfolger Emmanouil Tsouderos übte sein Amt in Griechenland nur zwei Tage lang aus; er und sein Kabinett folgten König Georg II. ins Exil.
Die spätere offizielle Verlautbarung, der Rechtshänder Alexandros Koryzis hätte Suizid begangen, wurde angezweifelt, weil die Waffe in der linken Hand seiner Leiche gefunden wurde und zweimal abgefeuert wurde.